# Nachal Miflat
Nachal Miflat (hebrejsky נחל מפלט) je vádí v jižním Izraeli, v Judské poušti.
Začíná v nadmořské výšce necelých 200 metrů v neosídlené pouštní krajině. Směřuje pak k východu a prudce klesá do příkopové propadliny Mrtvého moře. Zde potom vede napříč dnem údolí, podchází dálnici číslo 90 a ústí do Mrtvého moře cca 9 kilometrů jižně od vesnice Ejn Gedi.